# Zdzisław Faraś
Zdzisław Faraś (ur. 10 kwietnia 1961 w Chełmnie) – polski sztangista, trener, mistrz i reprezentant Polski.

## Życiorys
Był zawodnikiem Startu Grudziądz, AZS-AWF Warszawa i Legii Warszawa.
Reprezentował Polskę na mistrzostwach świata seniorów w 1983, które miały równocześnie status mistrzostw Europy. Zajął wówczas 9. miejsce w klasyfikacji mistrzostw świata i 7. miejsce w klasyfikacji mistrzostw Europy w kategorii 82,5 kg (160 kg + 195 kg). Znalazł się w składzie reprezentacji Polski na Igrzyska Olimpijskie w Los Angeles w 1984, jednak nie wystąpił tam z powodu bojkotu zawodów przez władze polskie. W 1985 wystąpił kolejny raz na mistrzostwach świata seniorów, zajmując 9. miejsce w kategorii 82,5 kg (37,65 kg).
Na mistrzostwach Polski seniorów zdobył siedem medali, w tym złoty w 1985 (82,5 kg), srebrny w 1986 (82,5 kg) i brązowe w 1983 (75 kg), 1984 (82,5 kg), 1987 (82,5 kg), 1995 (83 kg), 1996 (83 kg).
Po zakończeniu kariery zawodniczej został w Legii Warszawa (później w Stowarzyszeniu Sportu Atletycznego Legia 1926) trenerem. Od 2013 wspierał jako II trener Waldemara Ostapskiego w reprezentacji seniorek. W 2015 został trenerem reprezentacji Polski juniorów (U20), a w czerwcu 2020 trenerem reprezentacji Polski seniorów.
Jego synem jest Piotr Faraś, również sztangista, mistrz Europy U17 z 2004.